# مطار تشيانغ مينغانغ
مطار تشيانغ مينغانغ (بالإنجليزية: Xinyang Minggang Airport)‏ و(بالصينية: 信阳明港机场) () مطار عسكري/عام يقع بمدينة Minggang في الصين. يبلغ طول المدرج 2700 م .

## شركات الطيران والوجهات
| شركـات طيـران          | الوجهات |
| ---------------------- | --- |
| خطوط شرق الصين الجوية  | مطار جينغديو الجديد، مطار تشونغتشينغ جيانغبى الدولي، مطار داليان الدولي، مطار قويلين يانغ جيانغ الدولي، مطار هانغتشو شياوشان الدولي، مطار كونمينغ جانغشوي الدولي، مطار غينغادو جياودونغ الدولي، مطار شانغهاي هونغكياو الدولي، مطار شانغهاي بودنغ الدولي، مطار ونزهو يونجقيانج الدولي، مطار شيان شيانيانغ الدولي |
| طيران الصين اكسبرس     | مطار تشونغتشينغ جيانغبى الدولي، مطار هوهوت بايتا الدولي |
| خطوط جنوب الصين الجوية | مطار قوانغتشو باييون الدولي |
| China United Airlines  | مطار بكين داشينغ الدولي، مطار فوتشو تشانغله الدولي، مطار هويزهو |
| طيران جي إكس           | مطار هايكو ميلان الدولي، مطار تشوهاى سانزو |

## وصلات خارجية
- http://www.flightstats.com/go/Airport/airportDetails.do?airportCode=